# Go (H2O)
Go is het vierde studioalbum van de Amerikaanse punkband H2O.
Het werd uitgebracht op 15 mei 2001 door MCA Records, het label waar de band bij tekende na het uitgeven van het vorige studioalbum via Epitaph Records in 1999. De laatste track bevat naast het nummer "Underneath the Flames" ook een hidden track, namelijk "Like a Prayer", een cover van Madonna.

## Nummers
1. "Role Model" - 3:24
2. "Self Reliable" - 2:08
3. "Well Behaved" - 3:10
4. "Out of Debt" - 2:48
5. "Memory Lane" - 3:27
6. "Ripe or Rotting?" - 2:38
7. "I Want I Want" - 2:47
8. "Songs Remain" - 2:38
9. "Forest King" - 2:22
10. "Shine the Light" - 2:45
11. "Repair" - 2:54
12. "Underneath the Flames" (en "Like a Prayer") - 6:41

## Band
- Toby Morse - zang
- Todd Morse - gitaar, zang
- Rusty Pistachio - gitaar, zang
- Adam Blake - basgitaar
- Todd Friend - drums